# Sidodadi (Way Tenong)
Sidodadi is een bestuurslaag in het regentschap Lampung Barat van de provincie Lampung, Indonesië. Sidodadi telt 1523 inwoners (volkstelling 2010).